# 声優談子
『声優談子』（せいゆうだんし）は、2025年4月2日（1日深夜）からテレビ朝日の『バラバラ大作戦』（火曜第3部）で放送されているバラエティ番組。

## 出演者
- マヂカルラブリー（野田クリスタル・村上）[1]

## スタッフ
- ナレーション：斎藤康貴（テレビ朝日アナウンサー）
- 技術：TSP
- 編集：中原勇（ONE）
- MA：安里佳乃
- 音効：國安啓
- 編成：米川宝・辻󠄀慈生（共にテレビ朝日）
- 宣伝：津久井美樹（テレビ朝日）
- 美術協力：テレビ朝日クリエイト
- 制作協力：メディア・バスターズ
- 制作スタッフ：岡村帆乃、池田英樹
- ディレクター：石永遊、望月奈美、三村美絵、山下恵
- 演出：竹嶋正明（テレビ朝日）
- AP：村瀬桃子
- プロデューサー：北村麻美（テレビ朝日）、伊部千佳子（メディア・バスターズ）
- ゼネラルプロデューサー：久保信広（テレビ朝日）
- 制作：テレビ朝日ビジネスソリューション本部コンテンツ編成局第2制作部
- 制作著作：テレビ朝日